# Mythic Quest
Mythic Quest är en amerikansk komediserie som hade premiär den 7 februari 2020 på Apple TV+. Seriens fjärde säsong har premiär den 29 januari 2025. Serien är skapad av Charlie Day, Megan Ganz och Rob McElhenney, som även medverkat i skrivandet av seriens manus.

## Handling
Serien kretsar kring teamet på ett framgångsrikt företag inom datorspelsutveckling och deras kamp för att hålla succéspelet Mythic Quest på topp.

## Rollista (i urval)
- Rob McElhenney - Ian Grimm
- Ashly Burch - Rachel
- Jessie Ennis - Jo
- Imani Hakim - Dana Bryant
- David Hornsby - David Brittlesbee
- Charlotte Nicdao - Poppy Liwanag
- Danny Pudi - Brad Bakshi
- F. Murray Abraham - Carl Longbottom 
  - Josh Brener - Carl Longbottom, som ung
- Naomi Ekperigin - Carol